# Universidad Pontificia Comillas

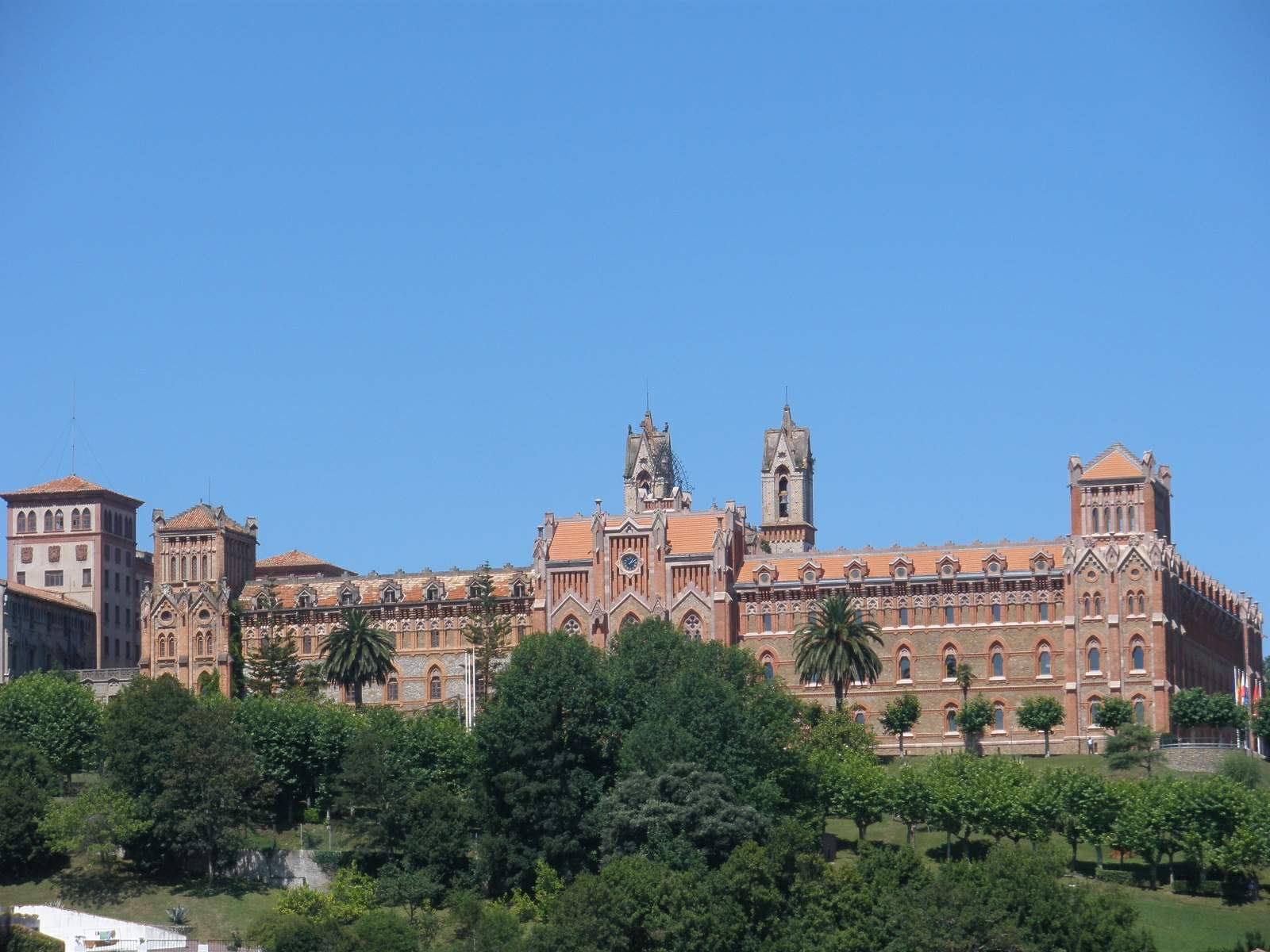
Vista parcial del complejo en el que se aprecia el Seminario Mayor de la antigua Universidad de Comillas, en la localidad de Comillas, Cantabria, diseñado por Lluís Domènech i Montaner. Es propiedad del Gobierno de Cantabria y sede de la Fundación Comillas.

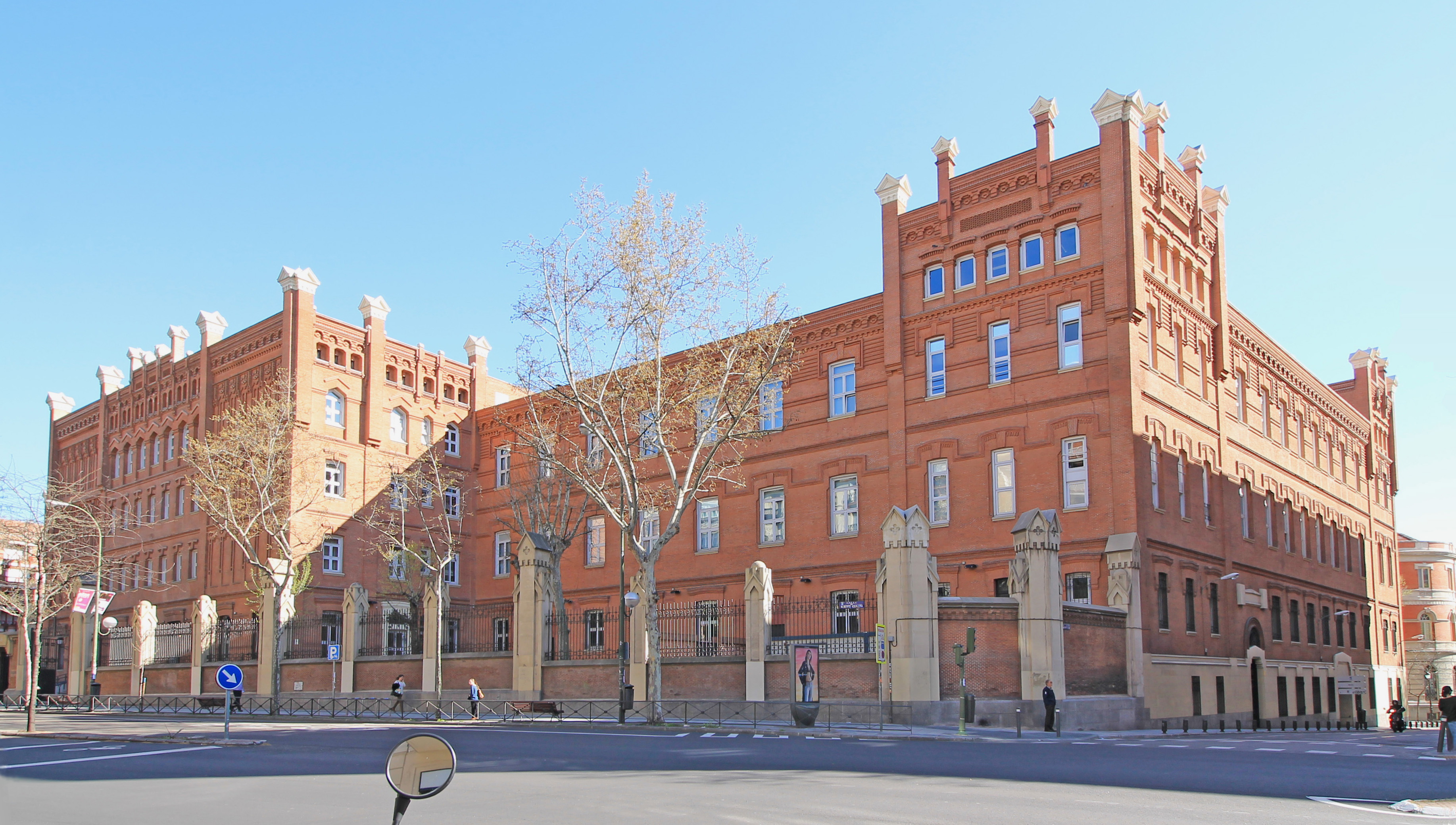
Edificio Colegio de Areneros, sede principal de la Universidad Pontificia Comillas en la calle de Alberto Aguilera, 23, de la ciudad de Madrid.

La Universidad Pontificia Comillas es una universidad privada española, dirigida por la Compañía de Jesús, con sede en Madrid y campus en Madrid, Cantoblanco y Ciempozuelos. Tiene su origen en la localidad de Comillas (Cantabria), donde fue fundada en 1890. Sus facultades se conocen bajo las marcas ICAI (Escuela Técnica Superior de Ingeniería), ICADE (Instituto Católico de Administración y Dirección de Empresas) y CIHS.
Se trata de una de las universidades más prestigiosas de España. Pese a que el número de estudiantes de Comillas no llega al 1 % de universitarios españoles, es el alma mater de un gran número de empresarios, políticos, juristas, investigadores y altos cargos de la Administración española y de la Iglesia católica. Así, de los 50 mejores CEO de España según Forbes, el 20 % habían sido alumnos de Comillas. En 2021, de los CEO de las empresas del IBEX 35, el 17 % estudiaron en Comillas, 3 en ICAI y 3 en ICADE.

## Historia
Fue creada como Seminario de San Antonio de Padua de Comillas el 16 de diciembre de 1890 en Comillas (Cantabria, España), erigido por el papa León XIII, mediante el Breve Sempiternam Dominici Gregis. En sus inicios era un seminario católico para la formación de candidatos al sacerdocio, promovido a instancias del padre jesuita Tomás Gómez Carral y construido por su patrocinador, Antonio López y López, primer marqués de Comillas, y su hijo Claudio López Bru, segundo marqués de Comillas, que continuaría la labor de su padre.
Su disciplina interna y calidad académica hicieron de él un lugar en el que confluyeron un importante número de vocaciones sacerdotales procedentes de todas las diócesis españolas, hispanoamericanas y de Filipinas. El 19 de marzo de 1904, el papa san Pio X concede al Seminario Pontificio de Comillas, por medio del decreto Praeclaris Honoris Argumentas, la facultad de conferir grados académicos en Filosofía, Teología y Derecho Canónico, convirtiéndolo en Universidad Pontificia. El aumento de su actividad hizo que paulatinamente se fueran agregando nuevos edificios a los ya existentes: Seminario Mayor (1882), Seminario Menor (1912), Colegio Máximo (1944) y el Colegio Hispanoamericano (1946).
El 24 de enero de 1969, El papa Pablo VI autoriza y refrenda mediante carta al gran canciller el traslado a Madrid de la universidad y su apertura a la enseñanza de seglares.
El 20 de junio de 1978 se realizaron la erección canónica y la incorporación de la Escuela Técnica Superior de Ingenieros Industriales, de la Facultad de Ciencias Económicas y Empresariales y de la Escuela Universitaria de Ingeniería Técnica Industrial (centros universitarios de ICAI-ICADE) a la ahora denominada Universidad Pontificia Comillas. El Estado español reconoció plenos efectos civiles a los estudios cursados en las mencionadas Escuelas y Facultades, por Real Decreto 1610/1979, de 4 de abril, de conformidad con lo establecido en el Convenio entre la Santa Sede y el Reino de España de 5 de abril de 1962.
Posteriormente se han ido incorporando a la universidad nuevos centros de estudio e investigación, hasta llegar a las 5 facultades, 4 escuelas y 4 institutos que la componen actualmente, repartidos en sus tres campus (Madrid, Cantoblanco y Ciempozuelos).

## Campus

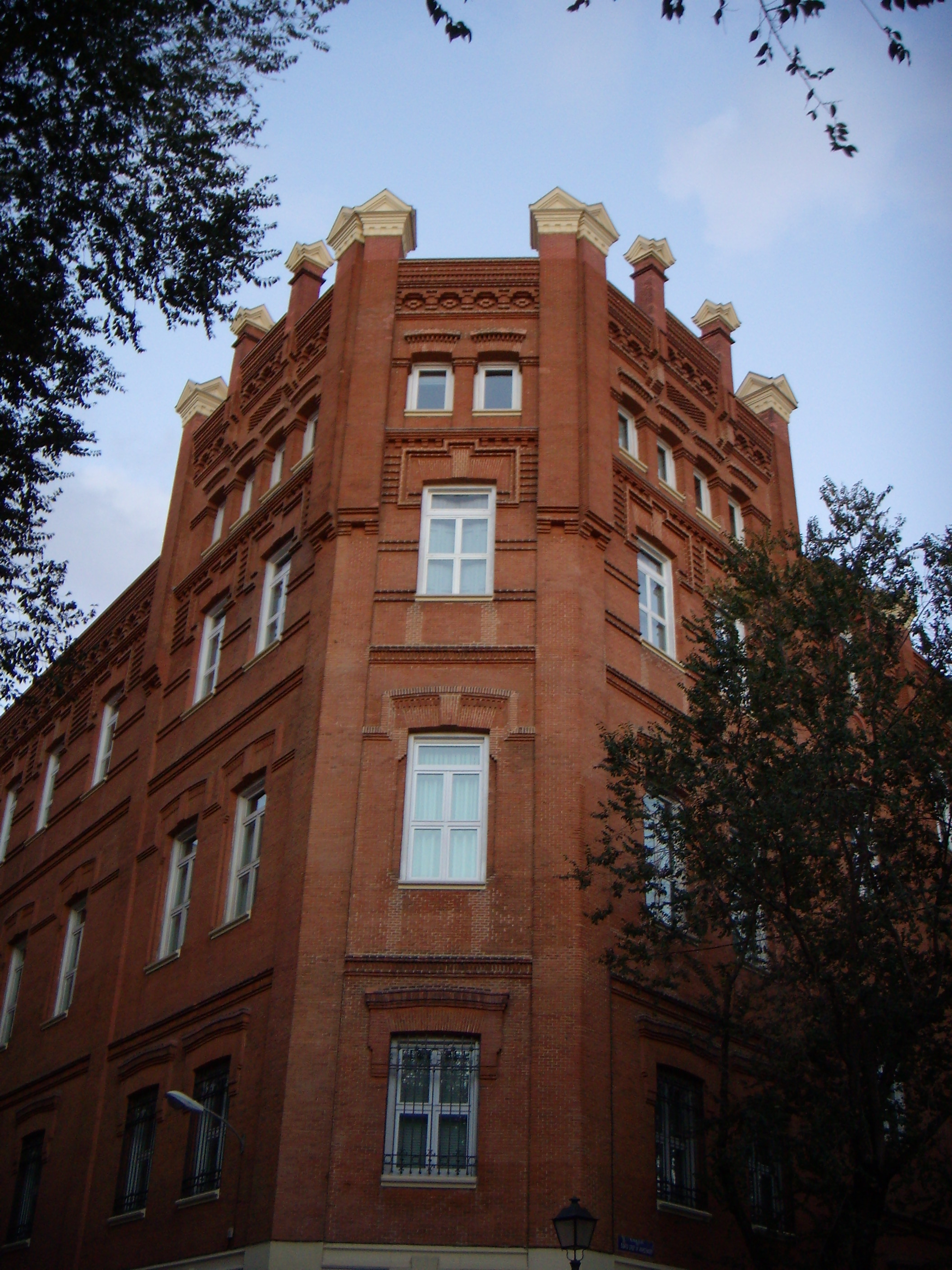
Detalle la sede central actual en Madrid, situada en el número 23 de Alberto Aguilera, el edificio Colegio de Areneros.

- El campus de Madrid incluye edificios en los números 21, 23, 25, estos dos últimos obra de los arquitectos Enrique Fort y Guyenet y Antonio Palacios respectivamente, y 32 de la calle de Alberto Aguilera; el número 26 de la calle Santa Cruz de Marcenado, el número 4 de la calle Rey Francisco y el número 2 de la calle Francisco de Ricci.[5][6]
- El campus de Cantoblanco ocupa los números 3-5 de la calle Universidad de Comillas.
- El campus de Ciempozuelos se ubica en el número 1 de la Avenida de San Juan de Dios.

## Facultades y escuelas
Cinco facultades y cuatro escuelas se agrupan bajo seis marcas:
- Comillas ICAI: Escuela Técnica Superior de Ingeniería.
- Comillas ICADE: Incluye la Facultad de Derecho y la Facultad de Ciencias Económicas y Empresariales.
- Comillas CIHS: Incluye la Facultad de Ciencias Humanas y Sociales y las dos facultades eclesiásticas; la Facultad de Derecho Canónico y la Facultad de Teología.
- Comillas EUEF:  Escuela de Enfermería y Fisioterapia "San Juan de Dios".
- Comillas INEA: Escuela de Ingeniería Agrícola y Agroambiental.
- Escuela Internacional de Doctorado de Comillas.

| Facultad / Escuela                                                                              | Campus       |
| Facultad de Derecho Canónico (CIHS)                                                             | Madrid       |
| Facultad de Derecho (ICADE)                                                                     | Madrid       |
| Facultad de Ciencias Económicas y Empresariales (ICADE)                                         | Madrid       |
| Escuela Técnica Superior de Ingeniería (ICAI)                                                   | Madrid       |
| Facultad de Teología (CIHS)                                                                     | Cantoblanco  |
| Facultad de Ciencias Humanas y Sociales (CIHS)                                                  | Cantoblanco  |
| Escuela Universitaria de Enfermería y Fisioterapia "San Juan de Dios"                           | Ciempozuelos |
| Escuela Universitaria de Ingeniería Agrícola "Instituto Nevares de Empresarios Agrarios" (INEA) | Valladolid   |

## Centros adscritos
- Centro de Enseñanza Superior Alberta Giménez (CESAG), Palma de Mallorca

## Institutos Universitarios
- Instituto Universitario de la Familia
- Instituto Universitario de Estudios sobre Migraciones
- Instituto Universitario de Espiritualidad
- Instituto de Investigación Tecnológica (IIT)

## Colegios mayores y residencias universitarias
El Colegio Mayor Berrospe, que dirige la Congregación de las Hijas de Jesús, ha sido adscrito a la Universidad Pontifica Comillas en 2010. En el campus de Cantoblanco, la Universidad Pontificia Comillas tiene el Colegio Mayor y Seminario Pontificio Comillas, en el cual estudiaban 10 seminaristas durante el curso 2017-18, según cifras oficiales.

## Antiguo campus de Comillas
En la actualidad el enorme complejo de edificios originales ubicados en un lugar privilegiado de la villa cántabra pertenecen al Gobierno de Cantabria que, tras negociaciones con Caja Cantabria, adquirió el complejo con el fin de rehabilitar el Seminario Mayor, el edificio con mayor calidad arquitectónica, y establecer en él el Centro Internacional de Estudios Superiores del Español (Ciese-CC), que se pretende sea referente internacional para la investigación y aprendizaje a profesionales, investigadores y estudiantes de la cultura hispánica y la lengua española. Asimismo, los edificios del Seminario Menor y el Edificio Máximo de la antigua Universidad Pontificia fueron elegidos para albergar una sede del centro de la Fundación Comité Español de los Colegios del Mundo Unido en España, que finalmente no se materializó.

## Clasificaciones destacadas
- La Universidad Pontificia Comillas fue la única universidad española que apareció en el ranking Times Higher Education Alma Mater Index: Global Executives 2013, donde ocupaba el puesto 51 a nivel mundial y el 16 a nivel europeo. Esta relación clasifica las cien mejores instituciones académicas del mundo, por el número de antiguos alumnos que ocupan el puesto de CEO en las 500 empresas con mayor cifra de facturación mundial, que publica la revista Fortune (Fortune Global 500).[11]
- La Universidad Pontificia Comillas es la tercera universidad española en el ranking Times Higher Education University Impact Ranking 2019 y ocupa la posición 86 a nivel mundial. Esta clasificación mide el impacto de las universidades en la sociedad a través de los ODS (Objetivos de Desarrollo Sostenible).[12]
- La Universidad Pontificia Comillas ocupa el quinto puesto en la clasificación global del ranking CyD (Fundación Conocimiento y Desarrollo[13]), en el que se analiza y puntúa el rendimiento de 73 de los 81 centros universitarios que hay en España. En la clasificación por titulaciones, ocupa el primer puesto en Ingeniería Industrial e Ingeniería Eléctrica.[14]
- La Facultad de Derecho (ICADE) de la Universidad Pontificia Comillas ha obtenido  los Premios Forbes al Mejor Grado/Máster de Acceso a la Abogacía en las Ediciones I,[15] III[16] y IV[17] de los Premios Forbes Abogados.

## Doctoreshonoris causa[18]
- Ildebrando Antoniutti
- Karl Rahner
- Luigi Dadaglio
- Vicente Enrique y Tarancón
- Alberto Dou Mas de Xexas
- Félix Sánchez Blanco
- Joaquin García Ortiz
- Ángel Vegas Pérez
- M.ª Ángeles Galino Carrillo
- Luis Alonso Schökel
- Diego Espín Cánovas
- José Luis Pinillos Díaz
- Juan Velarde Fuertes
- José M.ª García Escudero
- Wolfhart Pannenberg
- Juan Pérez Marín
- Miguel Batllori y Munné
- Walter Kasper
- Aurelio Ménendez Menéndez
- Antonio Garrigues Walker
- R. Edward Freeman
- Charles M. Vest
- Jay B. Barney
- Antonio Hernández-Gil Álvarez-Cienfuegos
- Ernest J. Moniz
- Emcia. Rvdma. Cardenal Francesco Coccopalmerio
- P. Hermann-Joseph Sieben, SJ
- Francisco José Ayala Pereda
- P. Bartomeu Melià, SJ
- John L. Esposito
- Miguel Herrero y Rodríguez de Miñón
- José Pedro Pérez-Llorca Rodrigo
- Miquel Roca i Junyent
- Nuccio Ordine
- Robert F. Engle
- Eduardo Schwartz
- Josep Borrell Fontelles
- Enrico Gabrielli
- Jeffrey W. Stempel
- Ignacio Sánchez Galán